# Хуигалпа
Хуигалпа (шпански изговор: [квиˈɣалпа]) је општинско седиште општине Хуигалпа и главни град департмана Чонталес у Никарагви. Налази се у оквиру општине Хуигалпа, приближно 140 км источно од Манагве на месту Каретера Рама, у централном региону Никарагве.
Општина Хуигалпа има 60.900 становника и простире се на 727 km², са густином насељености од 84 / км² (процена из 2019. године).

## Историја
Године 1659, градоначелник Џеронимо Виљегас затражио је земљиште од представника шпанске владе Себастијана Алвареза за оснивање града. Овом захтеву је удовољено 24. априла 1668. 11. јуна 1877. Хуигалпа је други и последњи пут проглашен главним градом департмана након 19-годишњег спора са Акојапом. Хуигалпа је подигнута у статус града 27. јануара 1879.
Име Хуигалпа значи „порекло црних пужева“ на индијском језику. Град је коришћен као зауставно место за рударе и пољопривреднике из околине.

## Географија
Хуигалпа седи у долини у планинама Америскве. Каретера пролази кроз најниже делове града са узвишењем које се уздиже са обе стране. Више тачке широм града пружају јасан поглед на планине Америскве.

## Oбразовање
Хуигалпа је дом многих огранака никарагванских и централноамеричких универзитета.
- Universidad Nacional de Ingenieria [UNI]
- Universidad Cristiana Autónoma de Nicaragua (UCAN)
- Universidad Internacional (UNIVAL) - Chontales
- Universidad Nacional Agraria - Juigalpa
- Universidad Nacional Autónoma de Nicaragua (UNAN) - Chontales
- Universidad Popular de Nicaragua (UPONIC)

## Економија
У поређењу са осталим деловима Никарагве, Хуигалпа је прилично просперитетна. Одељење Чонталес производи 90% говедине у Никарагви и доминантна је индустрија у региону. Будући да је Хуигалпа највећи град у региону, она такође има мноштво предузећа из трговинског и услужног сектора.

## Култура
Као највећи град у јужно-централној регији Никарагве, Хуигалпа има разне могућности забаве. Плаза Мајор или Главни трг је главно место у граду, јер је окружен Катедралом, главним јавним зградама, продавницама, ресторанима и баровима.
Студенти и деца се рано поподне друже или играју око штанда бенда, док породице и посетиоци излазе увече у шетњу, мотају се око фонтане или вечерају преко пута. Пеатонал Асунсион, пешачка улица, је потпуно нов додатак градским атракцијама са фонтаном, клупама, пуно дрвећа у сенци, кафетеријама, сладоледима и продавницама коже. Отприлике четири блока северно од Плазе Мајор налази се Пало Соло Парк, лепо уређен поглед на брдо са прекрасним погледом на град и околне планине Америскве, и ресторан који је специјализован за неке од најбољих, органских врхунских говедина у земљи са поглед.
Плес је једна од омиљених забава у Никарагви. Хуигалпа има три „дискотеке“ или плесна клуба: Café Iguana, Hotter’s (Caracoles Negros) и La Quinta.
У Хуигалпи се налази и зоолошки врт Томаса Белта са импресивним избором животиња.
Ту је и археолошки музеј Грегорио Агилар Бареа у Хуигалпи, који садржи неколико камених резбарија и других артефаката пронађених у планинама Америскве. Многи од ових артефаката потичу из домородаца Чонтал.